# Einar Wøhni
Einar Joachim Wøhni (* 7. Mai 1920 in Lebesby, Finnmark; † 14. Februar 1987) war ein norwegischer Agronom, Beamter und Politiker der Arbeiderpartiet, der unter anderem von 1961 bis 1965 Mitglied der Storting von 1960 bis 1963 Landwirtschaftsminister in der dritten Regierung Gerhardsen war. Er war ferner von 1965 bis 1976 Direktor der Direktion für Jagd, Wildmanagement und Süßwasserfischerei (Direktoratet for vilt og ferskvannsfisk) sowie zwischen 1977 und seinem Tode 1987 als Fylkeskartsjef Leiter der Kartografie- und Katasterbehörde (Kartverket) der Provinz (Fylke) Nordland.

## Leben

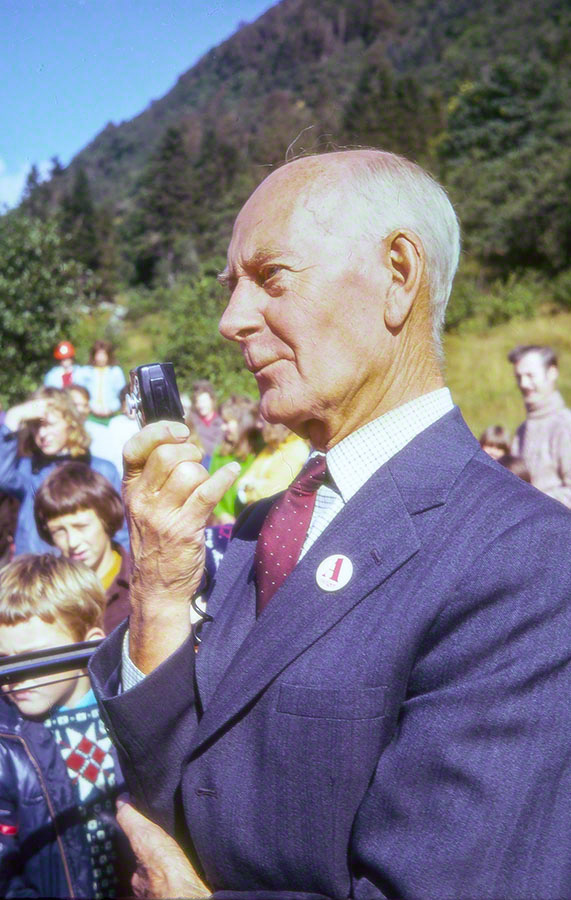
In der dritten Regierung von Ministerpräsident Einar Gerhardsen bekleidete Einar Wøhni von 1960 bis 1963 das Amt als Landwirtschaftsminister.

Einar Joachim Wøhni, Sohn des Eisenbahnvorarbeiters und Kleinbauern Arthur Wøhni (1891–1984) und der Stationsvorsteherin Kristine Larsen (1889–1969), besuchte zwischen 1938 und 1942 die Landwirtschaftsschule des Fylke Finnmark und nahm daraufhin 1942 ein Studium auf, das er 1944 an der Staatlichen Lehrerausbildungsstätte für Kleinbauern (Statens småbrukslærerskole) beendete. 1946 wurde er Bezirksagronom der Kommune Alvdal-Folldal sowie 1947 Lehrer an der Landwirtschaftsschule (Jordbruksskole) in Østfold, ehe er von 1947 bis 1950 Bezirksagronom der Kommune Kvæfjord war. Er fungierte im Anschluss zwischen 1950 und 1954 als Bezirksagronom der Kommune Sortland und unternahm in dieser Zeit 1952 eine Studienreise nach Schweden und Finnland. Er war im Anschluss von 1954 bis 1964 als Oberlehrer an der Staatlichen Gartenbauschule (Statens hagebruksskole) tätig. Er begann Mitte der 1950er Jahre sein Engagement für die Arbeiderpartiet in der Kommunalpolitik und war zwischen 1955 und 1959 Mitglied des Gemeinderates von Kvæfjord. Er war ferner zwischen 1956 und 1958 erst stellvertretender Vorsitzender sowie im Anschluss von 1958 bis 1960 Vorsitzender der Arbeiterpartei in Sør-Troms. Zugleich gehörte er zwischen 1957 und 1961 als Mitglied dem Landesvorstand der Arbeiderpartiet an. Er engagierte sich zugleich von 1958 bis 1960 als Bereichschef der Heimwehr (Heimevernet) in Kvæfjord.
Am 23. April 1960 wurde Wøhni als Nachfolger von Harald Johan Løbak Landwirtschaftsminister (Statsråd, Landbruksdepartementet) in der dritten Regierung Gerhardsen und bekleidete dieses Amt bis zum 28. August 1963. Er wurde bei der Parlamentswahl am 11. September 1961 für die Arbeiterpartei Mitglied der Storting, des norwegischen Parlaments, und vertrat in dieser vom 1. Oktober 1961 bis zum 30. September 1965 die Interessen von Troms. Während seiner Amtszeit als Landwirtschaftsminister übernahm sein „Huckepackvertreter“ (Vararepresentant) Hanna Berg Angell vom 1. Oktober 1961 bis zum 28. August 1963 kommissarisch sein Mandat im Storting. Im Anschluss nahm er seinen Angeordnetensitz wieder an und war zwischen dem 28. August 1963 und dem 30. September 1965 Mitglied des Verwaltungsausschusses (Administrasjonskomité).
Nach seinem Ausscheiden aus der Storting wurde Einar Wøhni 1965 Direktor der Direktion für Jagd, Wildmanagement und Süßwasserfischerei (Direktoratet for vilt og ferskvannsfisk) und hatte dieses Amt bis 1976 inne. Er engagierte darüber hinaus von 1966 bis 1976 als Mitglied des Aufsichtsrats des Forstmuseums (Norsk Skogmuseum) sowie zwischen 1966 und 1969 als Mitglied des Norwegischen Forschungsrates für Agrarwissenschaften. 1969 war er ferner Mitglied der Internationalen Fischereikommission, zwischen 1972 und 1976 Mitglied des Industrierates für Forstwirtschaft sowie von 1972 bis 1977 Mitglied des Fischzuchtausschusses. 1973 wurde er Mitglied des Internationalen Jagdrates und war von 1974 bis 1977 erneut Mitglied des Norwegischen Forschungsrates für Agrarwissenschaften. 1975 war er darüber hinaus Mitglied der Gemeinsamen Norwegisch-Sowjetischen Fischereikommission. Zuletzt wurde er 1977 als Fylkeskartsjef Leiter der Kartografie- und Katasterbehörde (Kartverket) der Provinz (Fylke) Nordland und hatte dieses Amt bis zu seinem Tode 1987 inne.